# 야나이즈역 (미야기현)
야나이즈역(일본어: 柳津駅)은 일본 미야기현 도메시에 위치한 동일본 여객철도 게센누마 선의 철도역이다. 섬식 승강장 1면 2선의 구조를 갖춘 지상역이다.

## 타는 곳
| 1 | ■ 게센누마 선 | 상행         | 마에야치 · 고고타방면 |
| 2 | ■ 게센누마 선 | 사용 정지 중 | 사용 정지 중          |

## 이용 현황
| 연도     | 1일 평균 | 연도     | 1일 평균 |
| 2000년도 | 68       | 2008년도 | 42       |
| 2001년도 | 62       | 2009년도 | 41       |
| 2002년도 | 76       | 2010년도 | 34       |
| 2003년도 | 76       | 2011년도 |          |
| 2004년도 | 75       | 2012년도 | 40       |
| 2005년도 | 56       | 2013년도 | 55       |
| 2006년도 | 49       | 2014년도 | 51       |
| 2007년도 | 47       |          |          |
| -------- | -------- | -------- | -------- |

## 역 주변
- 국도 제45호선 · 국도 제342호선
- 도메 시청 쓰야마 종합지소

## 인접 역
| 게센누마 선            | 게센누마 선   | 게센누마 선                  |
| ---------------------- | ------------- | ---------------------------- |
| 미타케도 마에야치 방면 | ■ 게센누마 선 | 리쿠젠요코야마 게센누마 방면 |